# Herbert Earl Wilton
Herbert Earl Wilton (ur. 28 października 1869 w Central Elgin, zm. 1 lutego 1937) – kanadyjski polityk Partii Konserwatywnej.

## Działalność polityczna
Od 1934 do 1935 był burmistrzem Hamilton. W okresie od 14 października 1935 do śmierci 1 lutego 1937 reprezentował okręg wyborczy Hamilton West w kanadyjskiej Izbie Gmin.